# Zenon Sobecki
Zenon Sobecki (ur. 9 grudnia 1940 w Strzelnie, zm. 24 września 2020 w Zielonej Górze) – polski działacz państwowy i polityczny, wojskowy w stopniu pułkownika, w latach 1982–1985 wicewojewoda zielonogórski.

## Życiorys
Syn Wojciecha i Pelagii. Służył w Wojsku Polskim, dochodząc do stopnia pułkownika dyplomowanego, w 1998 przeszedł w stan spoczynku. Należał do 4 Lubuskiej Dywizji Zmechanizowanej. Został członkiem Polskiej Zjednoczonej Partii Robotniczej. W 1982 objął funkcję wicewojewody zielonogórskiego po odwołaniu wojewody i kilku wicewojewodów, stanowisko to zajmował do 1985. W latach 1990–1998 kierował Wojewódzkim Sztabem Wojskowym w Zielonej Górze. W 1998 kandydował do sejmiku lubuskiego z listy Sojuszu Lewicy Demokratycznej. W 2001 został dyrektorem Wojewódzkiego Ośrodka Ruchu Drogowego w Zielonej Górze, odwołano go z tej funkcji w 2007. W późniejszym okresie należał do Stowarzyszenia Kilińszczaków oraz koła nr 13 Kombatantów Misji Pokojowych ONZ.
Był żonaty z Jadwigą. 1 października 2020 pochowany na cmentarzu komunalnym przy ul. Wrocławskiej w Zielonej Górze.